# Tirso de Olazábal
Tirso de Olazábal y Lardizábal, conde de Arbelaiz (Irún, 28 de enero de 1842-San Sebastián, 25 de noviembre de 1921) fue un político español. 

## Biografía

### Familia y estudios
Era hijo de José Joaquín de Olazábal y Olaso (1794–1865), propietario del mayorazgo de Arbelaiz, por lo que su denominación la añadió al apellido, y de María Lorenza de Lardizábal y Otazu, de la Casa de Lardizábal, en Segura (Guipúzcoa). Le legaron una importante fortuna en bienes inmuebles, con propiedades en las localidades de Azpeitia, Beasáin, Beizama, Idiazábal, Irún, Lazcano y Villafranca. Además, fue heredero y Señor del notable Palacio de Arbelaiz, en Irún. Estudió Filosofía en un colegio de jesuitas cerca de Burdeos. Después se trasladó a París para ampliar estudios de matemáticas.
Era muy aficionado a la música y creó de su peculio 18 centros musicales en distintos pueblos de Guipúzcoa. En la exposición franco-española de artes y oficios en Bayona, de 1864, participó en la sección musical, con el grupo que dirigía en Irún, habiendo obtenido la medalla de oro. Casó con Ramona Álvarez de Eulate y Moreda con la que tuvo doce hijos, de los cuales siete hijos y cinco hijas.

### Política carlista
Desde muy joven comenzó a ocupar cargos de responsabilidad pública. En junio de 1865, con solo veintitrés años de edad, fue elegido primer diputado provincial del distrito de Tolosa. En las elecciones de 1867, las últimas del reinado de Isabel II, fue elegido diputado a Cortes. Tras la revolución de 1868, se adhirió al carlismo y formó también parte de las Cortes Constituyentes.
Emigrado después a Francia, fue destinado por Carlos de Borbón y Austria-Este a su Consejo provincial; se distinguió en la histórica Junta carlista de Vevey en 1870, y cuando se iniciaron los preparativos para un nuevo levantamiento armado, figuró en la Junta Real Carlista, presidida por el conde de Santa Coloma, en la que figuraban también el marqués de Santa Cruz de Inguanzo, los condes de la Florida y de Faura y los barones de Uxolá y de la Torre.
Comenzada la tercera guerra carlista, se trasladó a Francia, ocupándose casi exclusivamente de la adquisición de armas y municiones para las tropas carlistas. Durante la estancia de Don Carlos en Suiza, le nombró su consejero, dándole después el cargo de presidente de la Comisión de armamento. Olazábal logró proporcionar al Ejército carlista más de 40.000 fusiles, algunos millones de cartuchos y unas 50 piezas de artillería. Por sus servicios fue nombrado coronel honorario de Artillería, con la llave de gentilhombre, el título de conde de Arbeláiz y varias condecoraciones. Expulsado de Francia, viajó luego por Europa, y después fijó su residencia en San Juan de Luz.

### Después de las guerras carlistas
En 1875 fue elegido diputado general por Guipúzcoa y, después de la campaña, escribió un libro bajo el título de «El armamento de los carlistas», que dejó inédito. Nombrado delegado de Don Carlos en Guipúzcoa, en las elecciones de 1896 fue elegido senador del Reino por aquella provincia, aunque no tomó posesión del cargo.
Asistió como decano de los jefes regionales carlistas a los funerales de Don Carlos. Vivía en San Juan de Luz y al término de la guerra, durante la Restauración, ejerció protagonismo en la dirección del movimiento carlista. En viaje de incógnito, acompañó por España, primero a la archiduquesa de Austria Blanca de Borbón, y luego a Don Jaime. Fue agraciado por Carlos VII con el collar de la Orden del Espíritu Santo.

### En elsigloXX
A principios del siglo XX era el delegado regional de los carlistas vascongados (entre 1899 y 1909). En 1910 fracasó en su intento de ocupar un escaño en el Senado como representante de la provincia vizcaína. Entre 1911 y 1913 cesó en la dirección de la organización carlista en Guipúzcoa. En 1912 formó parte de la Junta Nacional carlista presidida por el marqués de Cerralbo. Olazabal propició la colaboración con los integristas, contribuyó a la formación del bloque de derechas y desechó la participación de los carlistas en proyectos como el de la Liga Foral. El filólogo y promotor de los estudios vascos, Julio de Urquijo, que estaba casado con su hija Vicenta, fue considerado su heredero político.

## Obras
- Don Jaime en España (Bilbao, 1895)[4]